# Вольс
ВОЛЬС (нім. Wols, справжнє ім'я Альфред Отто Вольфганг Шульце, Schulze, 27 травня 1913, Берлін — 1 вересня 1951, Париж) — німецький живописець, графік, фотохудожник. Похований на цвинтарі Пер-Лашез.